# 1977 ve filmu

## Československé filmy
- Ať žijí duchové! (režie: Oldřich Lipský)
- Což takhle dát si špenát (režie: Václav Vorlíček)
- Honza málem králem (režie: Bořivoj Zeman)

## Zahraniční filmy
- Star Wars: Epizoda IV – Nová naděje (režie: George Lucas)
- The Hills Have Eyes (režie: Wes Craven)
- Horečka sobotní noci (režie: John Badham)
- Smrt darebáka (režie: Georges Lautner)
- Zvíře (režie: Claude Zidi)